# Basheer Ahmed Razi
Basheer Ahmed Razi ( * 1916 - 1999 ) fue un botánico, y profesor de la India, que trabajó extensamente en el "Departamento de Botánica", del "Centro de Estudios Taxonómicos", del St. Joseph College, en Bangalore.

## Algunas publicaciones
- 1949. Embryological Studies of Two Members of the Podostemaceae. Botanical Gazette 111 ( 2 ): 211-218
- 1950. A Contribution Towards the Study of the Dispersal Mechanisms in Flowering Plants of Mysore (South India). Ecology 31 ( 2 ): 282-286

### Libros
- 1951. A second list of species & genera of Indian phanerogams not included in J.D. Hooker's Flora of British India. Records of the Botanical Survey of India 18 ( 1)
- 1959. A second list of species & genera of Indian phanerogams not included in J.D. Hooker's Flora of British India. Records of the Botanical Survey of India. 56 pp.
- Ramaswamy, s.v.; basheer ahmed Razi. 1973. Flora of Bangalore District. Ed. Prasārānga, University of Mysore. 739 pp.
- Bhaskar, v.; basheer ahmed Razi. Hydrophytes and marsh plants of Mysore City. N.º 3 de Contributions from the Herbarium, Mysore. 99 pp.
- Raghavendra Rao, r.; basheer ahmed Razi. 1974. Flowering plants of the Mysore University Campus. Ed. Prasaranga, University of Mysore. 75 pp.
- -----, -----. 1981. A synoptic flora of Mysore District: with an appendix of unani, ayurvedic, and trade names of drugs. Volumen 7 de International bioscience series. Ed. Today & Tomorrow's Printers and Publishers. 674 pp.
- Yoganarasimhan, s.n.; krishnaier Subramanyam, basheer ahmed Razi. 1981. Flora of Chikmagalur District, Karnataka, India. Ed. International Book Distributors. 407 pp.

- La abreviatura «Razi» se emplea para indicar a Basheer Ahmed Razi como autoridad en la descripción y clasificación científica de los vegetales.[1]

- «Basheer Ahmed Razi». Índice Internacional de Nombres de las Plantas (IPNI). Real Jardín Botánico de Kew, Herbario de la Universidad de Harvard y Herbario nacional Australiano (eds.).
- Wikispecies tiene un artículo sobre Basheer Ahmed Razi.

- Datos: Q5721710
- Especies: Basheer Ahmed Razi

1. ↑  Todos los géneros y especies descritos por este autor en IPNI.